# Алмалинское
Алмалинское (Алмало) — озеро в России, в Дагестане.

## Информация об объекте
Расположено в восточной части Кумторкалинского района Дагестана, ближайшее село — Алмало, по которому озеро получило название. Его площадь составляет 3 квадратных километра. Глубина — от 0,5 до 2 м.
Из Алтаусского озера вода по сбросному каналу поступает в озера Алмалинское и Осадчего. Во время паводков эти озёра сливаются в единый водоём.
На озере отмечено обитание более 20 редких видов птиц.